# Walking in My Shoes
Walking in My Shoes is een nummer van de Britse band Depeche Mode uit 1993. Het is de tweede single van hun achtste studioalbum Songs of Faith and Devotion.
"Walking in My Shoes" werd een hit in Europa. In het Verenigd Koninkrijk haalde het de 14e positie. In Nederland had het nummer iets minder succes met een 7e positie in de Tipparade.